# Qermez Khalīfeh-ye Soflá
Qermez Khalīfeh-ye Soflá (persiska: قِرمِز خَليفِه, قرمز خلیفه سفلی) är en ort i Iran.   Den ligger i provinsen Västazarbaijan, i den nordvästra delen av landet, 500 km väster om huvudstaden Teheran. Qermez Khalīfeh-ye Soflá ligger 1 288 meter över havet och antalet invånare är 540.
Terrängen runt Qermez Khalīfeh-ye Soflá är platt, och sluttar västerut. Runt Qermez Khalīfeh-ye Soflá är det ganska tätbefolkat, med 90 invånare per kvadratkilometer. Närmaste större samhälle är Mīāndoāb, 12,6 km söder om Qermez Khalīfeh-ye Soflá. Trakten runt Qermez Khalīfeh-ye Soflá består till största delen av jordbruksmark.